# ابورو (هانسور)
ابورو (هانسور) (به لاتین: Abburu (Hunsur)) در هند است که در کارناتاکا واقع شده‌است.